# Tegan and Sara
Tegan and Sara (uitgesproken als /ˈtiːɡən ən ˈsɛərə/) is een indierockpopband bestaande uit de Canadese singer-songwriters en eeneiige tweeling Tegan Rain Quin en Sara Kiersten Quin (Calgary, 19 september 1980). Beide muzikanten zijn songwriter en spelen gitaar en keyboard.

## Biografie en muzikale carrière

### Achtergrond en eerder werk: 1997–2003
Tegan en Sara Quin werden geboren op 19 september 1980 in de Canadese stad Calgary. Ze begonnen gitaar te spelen en songs te schrijven op de leeftijd van 15 jaar, en vormden de band 'Plunk' zonder drummer of bassist. In 1997 gebruikten ze hun schoolopnamestudio om twee demo's op te nemen: Who's in Your Band? en Play Day. 
In 1998 wonnen ze Calgary's Garage Warz Competition, en wonnen studiotijd waarmee ze hun eerste professionele demo opnamen, Yellow Tape, die gevolgd werd door Orange Tape en Red Tape. 
In 1999 gaven ze onafhankelijk hun debuutalbum uit, Under Feet Like Ours, onder de naam 'Sara and Tegan'. Twee nummers van Red Tape verschenen op het album, en twee nummers van Orange Tape. Later veranderden ze hun naam naar 'Tegan and Sara' omdat het makkelijker uit te spreken was en omdat ze wilden dat hun band uitsprong tussen andere muzikanten genaamd 'Sara(h)', zoals Sarah McLachlan en Sarah Slean. Ze brachten hun eerste album opnieuw uit, nu onder 'Tegan and Sara'. Neil Youngs manager bezorgde hun een platencontract bij Youngs Vapor Records, waaronder ze This Business of Art uitbrachten. Sindsdien hebben ze al intensief getoerd. In 2002 bracht de band hun derde album uit, If it was You. Hun vierde album, So Jealous, werd in 2004 uitgebracht en leidde hen tot grotere successen. So Jealous werd uitgebracht onder Vapor en Sanctuary. Een nummer van het album, Walking with a Ghost, werd gecoverd door The White Stripes, die het ook hebben uitgebracht op de ep Walking with a Ghost.

### Mainstreamsucces: 2007–2011
Hun album uit 2007, The Con, werd uitgebracht door Vapor en Sire omdat Sanctuary ervoor koos niet langer nieuwe muziek in de VS uit te brengen. Het album werd gecoproduceerd door Chris Walla. Jason McGerr van Death Cab for Cutie, Matt Sharp van The Rentals en eerder ook Weezer, Hunter Burgan van AFI, en Kaki King verschijnen allen op het album.
Op 27 oktober 2009 brachten Tegan and Sara hun zesde album Sainthood uit, geproduceerd door Chris Walla en Howard Redekopp, alsook een driedelige set van boeken, genaamd 'ON,IN,AT'. Deze boeken vormen een collectie van verhalen, essays, dagboeken en foto's van de band op tournee in Amerika in de herfst van 2008, van samen schrijven in New Orleans, en op tournee in Australië. De foto's in het boek werden genomen door Lindsey Byrnes en Ryan Russell. Sainthood debuteerde op de Billboard top 200 albums op nummer 21 en verkocht 24000 exemplaren in de eerste week. Tijdens de opnamen van Sainthood schreven Tegan en Sara een week samen nummers in New Orleans. Het nummer "Paperback Head" verscheen op het album, het was het eerste nummer op een Tegan and Sara album dat ze samen schreven. Spin Magazine gaf Sainthood 4 uit 5 sterren en schreef "Tegan and Sara's music may no longer be the stuff of teens, but its strength reamains in how much it feels like two people talking".
In 2011 lanceerden ze 2011: A Merch Odyssey, waarbij een jaar lang elke maand minstens één nieuw item te vinden was in de officiële online winkels. Een live CD/DVD Get Along werd uitgebracht op 15 november en bevat drie films, genaamd 'States', 'India' en 'For the most part'. Get Along was genomineerd voor een 2013 Grammy Award, namelijk voor 'Best Long Form Music Video'.

### Heartthrob: 2012–heden
Tegan and Sara begonnen aan de opnamen van hun zevende studioalbum Heartthrob op 20 februari 2012. Acht nummers ervan werden geproduceerd door Greg Kurstin. Joey Waronker drumde op deze nummers. Twee nummers werden geproduceerd door Mike Elizondo, met drums gebracht door Victor Indrizzo, gitaar door Josh Lopez en piano door Dave Palmer. De laatste twee nummers werden geproduceerd door Justin Meldal-Johnson. De eerste single, "Closer", werd uitgebracht op 25 september 2012. Het album kwam uit op 29 januari 2013 en debuteerde op de Billboard Top 200 op nummer 3, de band hun hoogst gekende positie. In de eerste week werden 49.000 exemplaren verkocht van Heartthrob. Het debuteerde ook op nummer twee in de Canadese hitlijst, digitale download hitlijst en stond op nummer één in de rock en alternatieve albumhitlijst. In juli 2013 kwam het album op de shortlist voor de 2013 Polaris Music Prize. In maart 2014 won Tegan and Sara drie Juno Awards, namelijk 'Song of the Year', 'Pop Album of the Year' en 'Group of the Year'.

## Privéleven
Alhoewel hun seksualiteit (beide zussen zijn lesbisch) zelden het onderwerp is van hun songs, wordt dit thema toch vaak vermeld in recensies van albums of in de media. Tegan woont afwisselend in Vancouver en Californië, Sara in Montreal en New York.

## Optredens
Na het afstuderen van de middelbare school in 1998 begon Tegan and Sara met toeren, met de auto of Greyhoundbus. In 2000 toerden ze met Neil Young and the Pretenders. Ze toerden ook al samen met andere bekende namen, zoals Ryan Adams, Weezer, Bryan Adams, The Black Keys, Death Cab for Cutie, Hot Hot Heat, The Killers, Paramore en Fun.. Andere bands zijn New Found Glory, Ben Folds, Jack Johnson, Gogol Bordello, Cake, City and Colour, Rufus Wainwright, Eugene Francis Jnr, The Jezabels, An Horse, Steel Train, Holly Miranda, Speak, Diana, Lucius en The Courtneys
Hun liveoptredens zijn erg geliefd door hun humoristische verhalen en hun commentaar op hun kindertijd, politiek en het leven op de weg.
Ze hebben ook al op een aantal festivals gespeeld, zoals Mariposa Folk Festival 2001, Sarah McLachlan's Lilith Fair 1999, 2010, Coachella 2005, 2008, 2013 Lollapalooza, SXSW 2005, 2013, Austin City Limits, Bonnaroo, Falls Festival, Sasquatch!, Osheaga, Cyndi Lauper's True Colors Tour 2008; Southbound 2009, Glastonbury, Lilith Fair, Sasquatch! 2010, Winnipeg Folk Festival 2011, Newport Folk Festival 2011, Sasktel Saskatchewan Jazz Fest 2011, Cisco Ottawa Bluesfest 2011, Australia's Groovin' the Moo 2013, Boston Calling 2014 Outside Lands 2014. Ze traden ook op tijdens de slotceremonie van de Toronto World Pride 2014 in juni. 
In België speelden Tegan and Sara al enkele shows, waaronder in de Ancienne Belgique in Brussel op 30 november 2010 en 27 juni 2013. In Nederland waren ze onder andere al te zien op het Crossing Border festival op 20 november 2009 in Den Haag, en in Paradiso in Amsterdam op 17 juni 2010 en 26 juni 2013.
In 2013 openden Tegan and Sara voor de band Fun., op hun 'Most Nights Summer Tour' die startte in Toronto, Ontario op 6 juli en eindigde in Bridgeport, Connecticut op 28 september.
In januari 2014 kondigde Katy Perry aan dat Tegan and Sara, naast Capital Cities en Kacey Musgraves, haar zouden vergezellen als opening act op het Noord-Amerikaanse deel van haar Prismatic World Tour. Tegan and Sara zullen toeren met Perry van september tot oktober  2014.
Op 25 februari 2014 kondigden Tegan and Sara hun 'Let's Make Things Physical Tour' aan die plaatsvond in de lente en zomer van 2014 in de USA. Lucius, The Courtneys en My Midnight Heart openden de shows. De tournee startte op 6 mei 2014 in Columbia.
In juli 2014 opende het popduo voor Lady Gaga's 2014 concerttour ArtRave in Quebec, voor een publiek van zo'n 80.000 mensen.

## Band
- Tegan Quin – stem, gitaar, keyboard
- Sara Quin – stem, gitaar, keyboard

Achtergrondmuzikanten
- Ted Gowans – gitaar, keyboard (2004–heden)
- Jasper Leak – bas, keyboard (2012–heden)
- John Spence – keyboard (2012–heden)
- Adam Christgau – drums (2013–heden)

Voormalige achtergrondmuzikanten
- Johnny Andrews – drums (2006–2010)
- Shaun Huberts – bas (2007–2010)
- Dan Kelly – bas (2007)
- Chris Carlson – bas (2001–2006)
- Rob Chursinoff – drums (2001–2005)
- Jason McGerr – drums (2012)

## Covers en samenwerkingen
- In 2003 coverde het duo When you were mine, oorspronkelijk van Prince.
- In 2004 werd Rebel Rebel van David Bowie gecoverd door Tegan and Sara.
- In december van het jaar 2005 coverden The White Stripes Walking with a Ghost.
- In 2006 coverden Tegan and Sara Dancing in the dark van Bruce Springsteen.
- Tegan and Sara coverden Tired of sex van Weezer.
- In 2007 werkte Sara mee aan We're so beyond this van The Reason. Tegan werkte in hetzelfde jaar mee aan het nummer Born On The FM Waves Of The Heart van Against Me!. Beiden verschenen telkens in de videoclip.
- In 2008 werd het nummer Back In Your Head gebruikt voor een remix van DJ Tiësto. Ze kwamen ook op het podium als gasten tijdens de set van Tiësto op Bonnaroo Music & Arts Festival op 13 juni 2008 tijdens dit nummer, in navolging van hun eigen set. Ze werkten ook samen met DJ Tiësto voor het nummer 'Feel it in my Bones' van het album Kaleidoscope uit 2009 en verschenen ook in de videoclip.
- In april 2008 schreef Tegan een nummer genaamd 'His Love' op aanvraag van Augusten Burroughs, als bijdrage aan de audioversie van zijn boek A Wolf at the Table. De twee traden op in september 2008 op het Spins Liner Notes Benefit for Housing Works, een New Yorkse non-profitorganisatie.
- In 2009 werkten Tegan and Sara voor het eerst als producers. Tegan werkte met char2d2 aan het 2009 Small Vampires EP, terwijl Sara meewerkte aan het debuutalbum van Fences and Hesta Prynn.
- In 2009 werd het nummer So Jealous gecoverd door Cancer Bats, een Canadese hardcore punkband.
- Het duo verschijnt op Margaret Cho's Cho Dependent album uit 2009 voor het nummer 'Intervention', ze spelen ook mee in de videoclip.
- Tegan and Sara gaven ook hun eigen interpretatie aan het lied Umbrella van Rihanna.
- In 2009 namen ze samen met DJ Tiësto het nummer Feel it in my bones op.
- Tegan zingt backing vocals voor Rachael Cantu's 'Saturday' van haar album 'Run All Night album'.
- In 2010 gaven ze een remix album 'Alligator' uit op iTunes. Artiesten zoals Doveman, Four Tet, Passion Pit, Ra Ra Riot en VHS or Beta werkten hieraan mee.
- In 2013 zijn Tegan and Sara te horen tijdens Billboard's Women in Music, wanneer zij Pink eren met Just Like A Pill van Pink en I Was A Fool van het album Heartthrob.
- In 2014 zijn Tegan and Sara te horen op de titelsong 'Everything is awesome' van 'The Lego Movie', samen met The Lonely Island.

## Televisie en film
Tegan and Sara zijn al vaak verschenen in talkshows zoals The late show met David Letterman, The tonight show met Jay Leno, Late night met Conan O'Brien enz. Hun liedjes zijn gebruikt als soundtrack voor de films Monster-in-Law en Sweet November. Andere songs werden gebruikt in televisiesoaps zoals Grey's Anatomy (seizoen 1 en 10), Being Erica, The Hills, Ghost Whisperer, The L Word, Veronica Mars (seizoen 2) en One Tree Hill (seizoen 1 en 2). Meer recent verscheen het nummer 'On Directing' in de serie 90210. In 2008 verschenen Tegan and Sara in het programma Pancake Mountain (een muziekshow voor kinderen).
In 2014 zongen Tegan and Sara het lied "Everything Is Awesome" voor The Lego Movie. Dit nummer werd genomineerd voor een Oscar voor beste originele nummer. Tijdens de 87ste Oscaruitreiking voerden Tegan and Sara het nummer samen met comedygroep The Lonely Island uit.

## Prestaties
Tegan and Sara verschenen in meerdere tijdschriften en hun albums zijn vaak terug te vinden in de hitlijsten. In 2003 stonden Tegan and Sara op de omslag van ROCKGRL. Hun album So jealous werd uitgeroepen tot een van de beste albums in het tijdschrift Rolling Stone. In 2006 werden ze genomineerd voor een Juno Award voor 'beste alternatief album van het jaar'. Meer recent verschenen ze op de omslag van Under the Radar en op de omslag van Alternative Press Magazine. Spinner.com plaatste hen op nummer 7 op hun lijst 'Women Who Rock Right Now'. In januari verschenen ze op de omslag van Women in Rock, samen met Feist, Amy Millan en de Britse Kate Nash. Tegan and Sara staan ook op de omslag van het tijdschrift Curve Magazine van de maand juli/augustus.

## Hitlijsten

### Albums
| Album met eventuele hitnotering(en) in de Nederlandse Album Top 100 | Datum van verschijnen | Datum van binnenkomst | Hoogste positie | Aantal weken | Opmerkingen |
| ------------------------------------------------------------------- | --------------------- | --------------------- | --------------- | ------------ | ----------- |
| Heartthrob                                                          | 2013                  | 09-03-2013            | 94              | 1*           |             |

| Album met hitnotering(en) in de Vlaamse Ultratop 200 albums | Datum van verschijnen | Datum van binnenkomst | Hoogste positie | Aantal weken | Opmerkingen |
| ----------------------------------------------------------- | --------------------- | --------------------- | --------------- | ------------ | ----------- |
| Heartthrob                                                  | 2013                  | 09-03-2013            | 97              | 1*           |             |

### Singles
| Single met eventuele hitnotering(en) in de Nederlandse Top 40 | Datum van verschijnen | Datum van binnenkomst | Hoogste positie | Aantal weken | Opmerkingen |
| ------------------------------------------------------------- | --------------------- | --------------------- | --------------- | ------------ | ----------- |
| Feel it in my bones                                           | 2010                  | 05-06-2010            | tip7            | -            | met Tiësto  |
| Closer                                                        | 2013                  | 09-03-2013            | tip15           | -            |             |

## Discografie
| Naam                 | Jaar |
| -------------------- | ---- |
| Under feet like ours | 1999 |
| This business of art | 2000 |
| If it was you        | 2002 |
| So jealous           | 2004 |
| The con              | 2007 |
| Sainthood            | 2009 |
| Heartthrob           | 2013 |
| Love You To Death    | 2016 |

| Lied                 | Jaar |
| -------------------- | ---- |
| The First            | 2000 |
| Time Running         | 2003 |
| I Hear Noises        | 2003 |
| Monday Monday Monday | 2003 |
| Walking with a Ghost | 2004 |
| Speak Slow           | 2004 |
| Back in Your Head    | 2007 |
| The Con              | 2007 |
| Call It Off          | 2008 |
| Hell                 | 2009 |
| Alligator            | 2010 |
| On Directing         | 2010 |
| Northshore           | 2010 |

| Naam                       | Jaar |
| -------------------------- | ---- |
| It's Not Fun, Don't Do It! | 2006 |
| The Con - The Movie        | 2007 |

| Naam          | Jaar |
| ------------- | ---- |
| Yellow Demo   | 1998 |
| Orange Demo   | 1998 |
| Red Demo      | 1998 |
| The Con Demos | 2008 |

| Naam                               | Jaar |
| ---------------------------------- | ---- |
| I'll Take The Blame                | 2007 |
| Live Session (exclusief op iTunes) | 2008 |

| Naam                 | Jaar | Regisseur                                 |
| -------------------- | ---- | ----------------------------------------- |
| The First            | 2000 | /                                         |
| I Hear Noises        | 2002 | Sean Michael Turrell                      |
| Monday Monday Monday | 2003 | Christopher Mills                         |
| Living Room          | 2003 | Kaare Andrews                             |
| Walking With A Ghost | 2004 | Troy Nixey                                |
| Speak Slow           | 2005 | Tegan Quin/Angela Kendall/Brian Dutkewich |
| This Is Everything   | 2005 | Angela Kendall                            |
| Back In Your Head    | 2007 | Jamie Travis                              |
| The Con              | 2007 | Suzie Vlcek                               |
| Call It Off          | 2008 | Angela Kendall                            |
| Hell                 | 2009 | Jamie Travis                              |
| Alligator            | 2010 | Marc Depape                               |
| On Directing         | 2010 | Angela Kendall                            |
| Northshore           | 2010 | Angela Kendall                            |

## Prijzen en nominaties
| Jaar | Prijs                         | Voor                                       | Resultaat                                      |
| ---- | ----------------------------- | ------------------------------------------ | ---------------------------------------------- |
| 2000 | YTV Achievement Award         | Band/Musical Group                         | gewonnen                                       |
| 2003 | Western Canadian Music Awards | Outstanding Pop Recording (If It Was You)  | gewonnen                                       |
| 2006 | Juno Awards                   | Alternative Album of the Year (So jealous) | genomineerd (verloren van Broken Social Scene) |
| 2007 | Juno Awards                   | DVD of the Year (It's Not Fun Don't Do It) | genomineerd (verloren van Sarah Harmer)        |
| 2008 | Juno Awards                   | Alternative Album of the Year (The con)    | genomineerd (verloren van Arcade Fire)         |
| 2009 | Studio8 Song of August 2009   | "The Con"                                  | gewonnen                                       |
| 2013 | The Grammy awards             | "Get Along DVD"                            | genomineerd (verloren van Mumford and Sons)    |